# Burgas Peninsula
Burgas Peninsula är en udde i Antarktis. Den ligger i Sydshetlandsöarna. Argentina, Chile och Storbritannien gör anspråk på området.
Terrängen inåt land är varierad. Havet är nära Burgas Peninsula åt nordost. Trakten är glest befolkad. Närmaste befolkade plats är Captain Arturo Prat base, 19,0 kilometer nordost om Burgas Peninsula. 